# Bouches-du-Rhône
Bouches-du-Rhône ( fransk udtale ?) er et fransk departement, som administreres fra Marseille. Departementet har (pr. 2010 estimeret) 2.008.569 indbyggere.

## Byer
- Aix-en-Provence

- Wikimedia Commons har flere filer relateret til Bouches-du-Rhône

43°30′N 5°10′Ø / 43.500°N 5.167°Ø